# Cotylorhiza tuberculata
Espèce
La méduse Cotylorhiza tuberculata, souvent appelée méduse œuf au plat, est une méduse de la classe des Scyphozoaires, de l'ordre des Rhizostomae et de la famille des Cepheidae, qui se trouve en Méditerranée. Elle est parfois classée dans le genre Cassiopea sous le nom de Cassiopea mediterranea.

## Description
Son ombrelle est beige jaunâtre, atteignant jusqu'à 40 centimètres, avec en son milieu un dôme orange beige, qui la fait ressembler à un œuf au plat vu du dessus. Son manubrium possède huit bras, garnis de centaines de tentacules aux extrémités violettes, bleues ou blanchâtres.

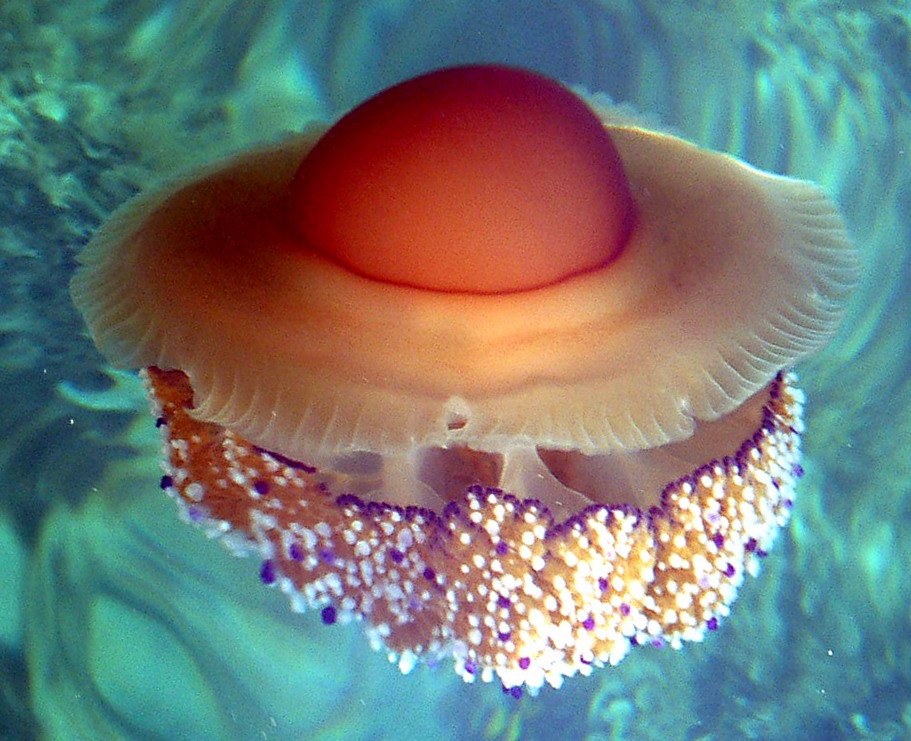
Vue supérieure
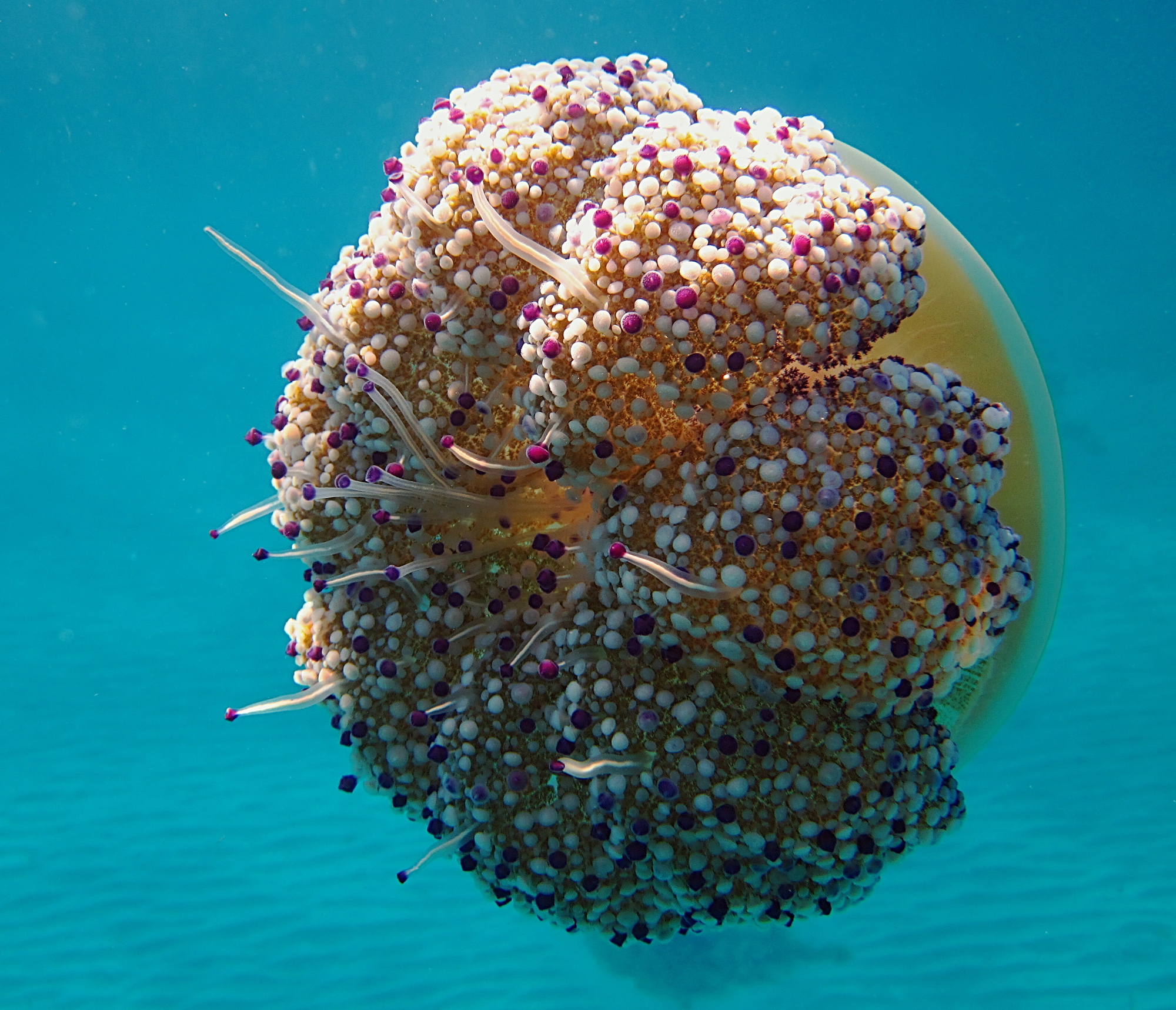
Vue inférieure
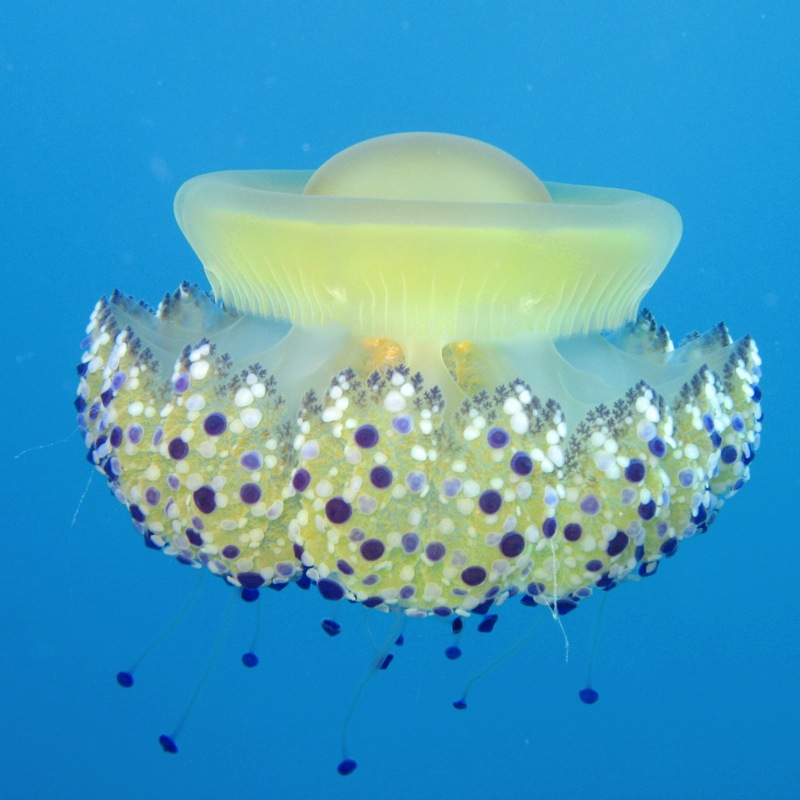
Vue de côté (spécimen clair)
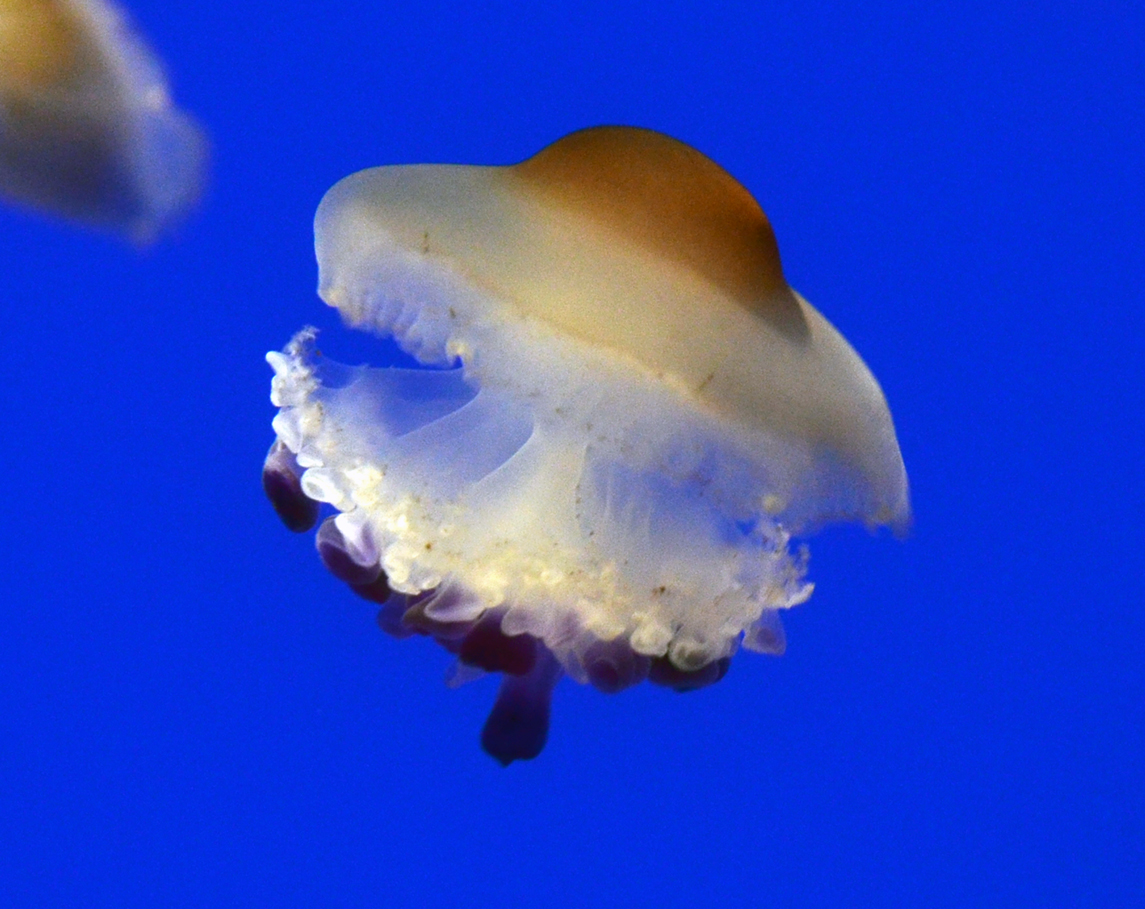
Juvénile
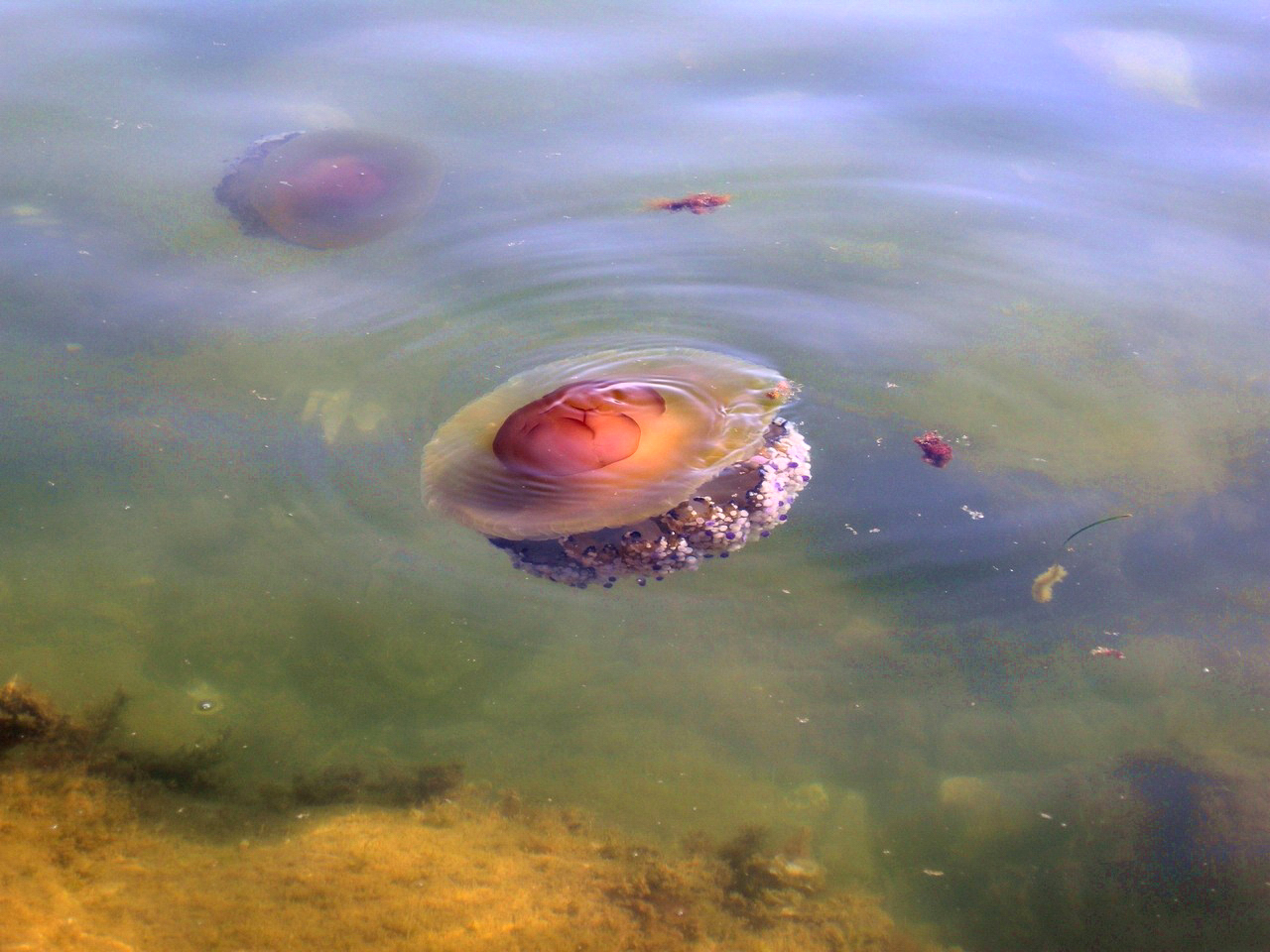
Depuis la surface

## Habitat et répartition
C'est une méduse endémique de la Méditerranée, très commune en mer Adriatique. Elle vit près de la surface, souvent en pleine eau, formant parfois de grands bancs de la même espèce. Elle dérive au gré du courant.

## Biologie et particularités
Elle est très peu urticante, sans danger pour l'homme. Des petits poissons viennent souvent s'abriter sous son ombrelle, entre ses tentacules, ou la suivent de près. Parfois, jusqu'à plusieurs dizaines de poissons suivent la méduse. Ce sont la plupart du temps des alevins de trachurus (chinchards), de boops et de seriolas.
Cette méduse se nourrit passivement de microplancton. À l'instar des méduses du genre cassiopea où elle était classée, du corail des mers tropicales et de beaucoup d'autres organismes marins, dont de nombreuses méduses, Cotylorhiza tuberculata vit en association avec une algue symbiotique, la zooxanthelle, qui en échange de logement et de luminosité lui offre les excès de nourriture qu'elle produit. À la différence des coraux, la méduse œuf au plat ne dépend pas de l'algue symbiotique pour survivre ; la Méditerranée n'est pas trop chaude et la production de plancton est largement suffisante pour compenser les apports nutritionnels produite par l'algue. Il ne s'agit ici que d'apports complémentaires, et la méduse ne dépend pas de l'algue pour vivre. Les algues, de couleurs bleues et mauves, sont visibles sur les extrémités caractéristiques de longs tentacules transparents dépassant des huit bras de la méduse. Lorsque ces « boules » sont vides, elles sont de couleurs blanches. Pleines, elles sont bleues ou violettes.

## Galerie

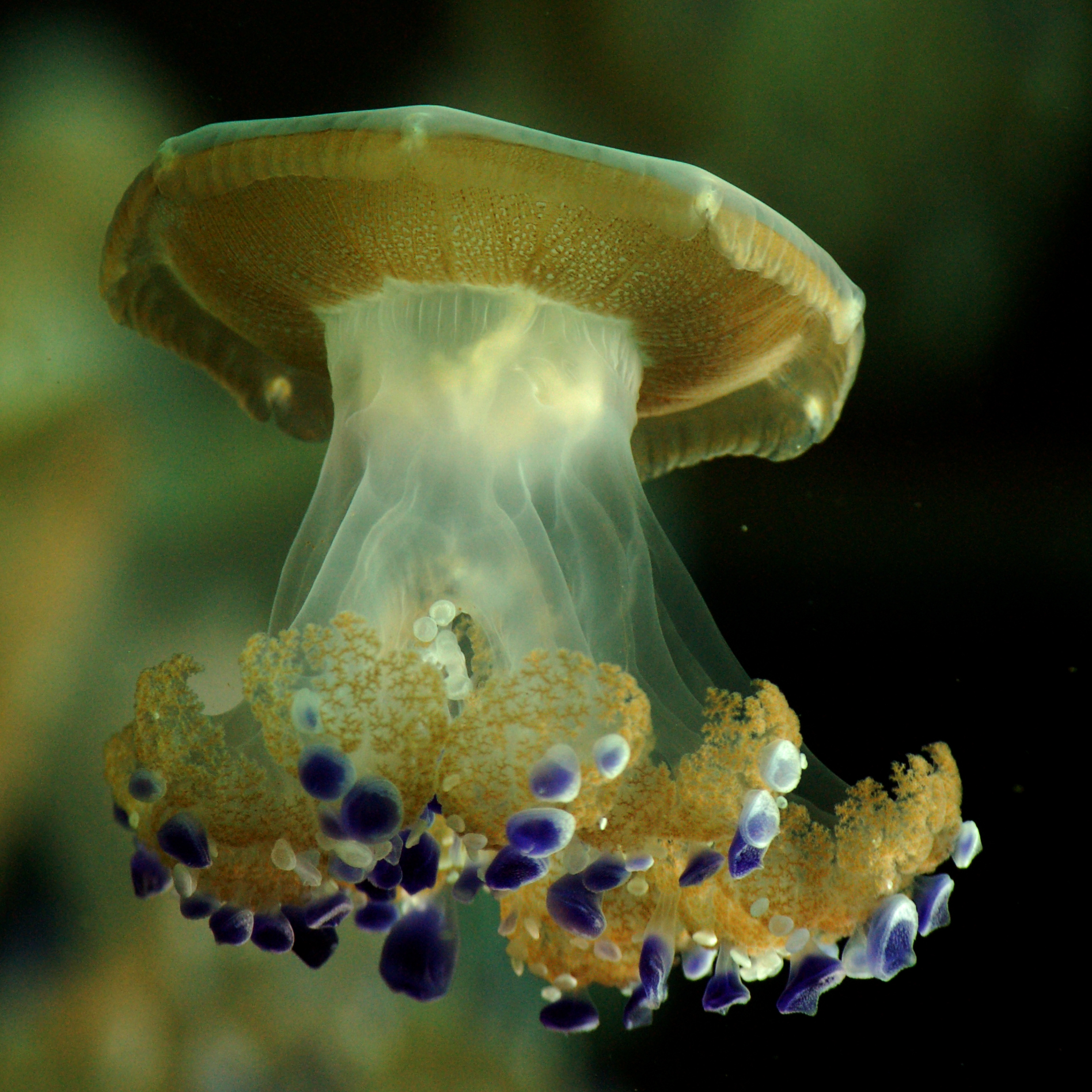
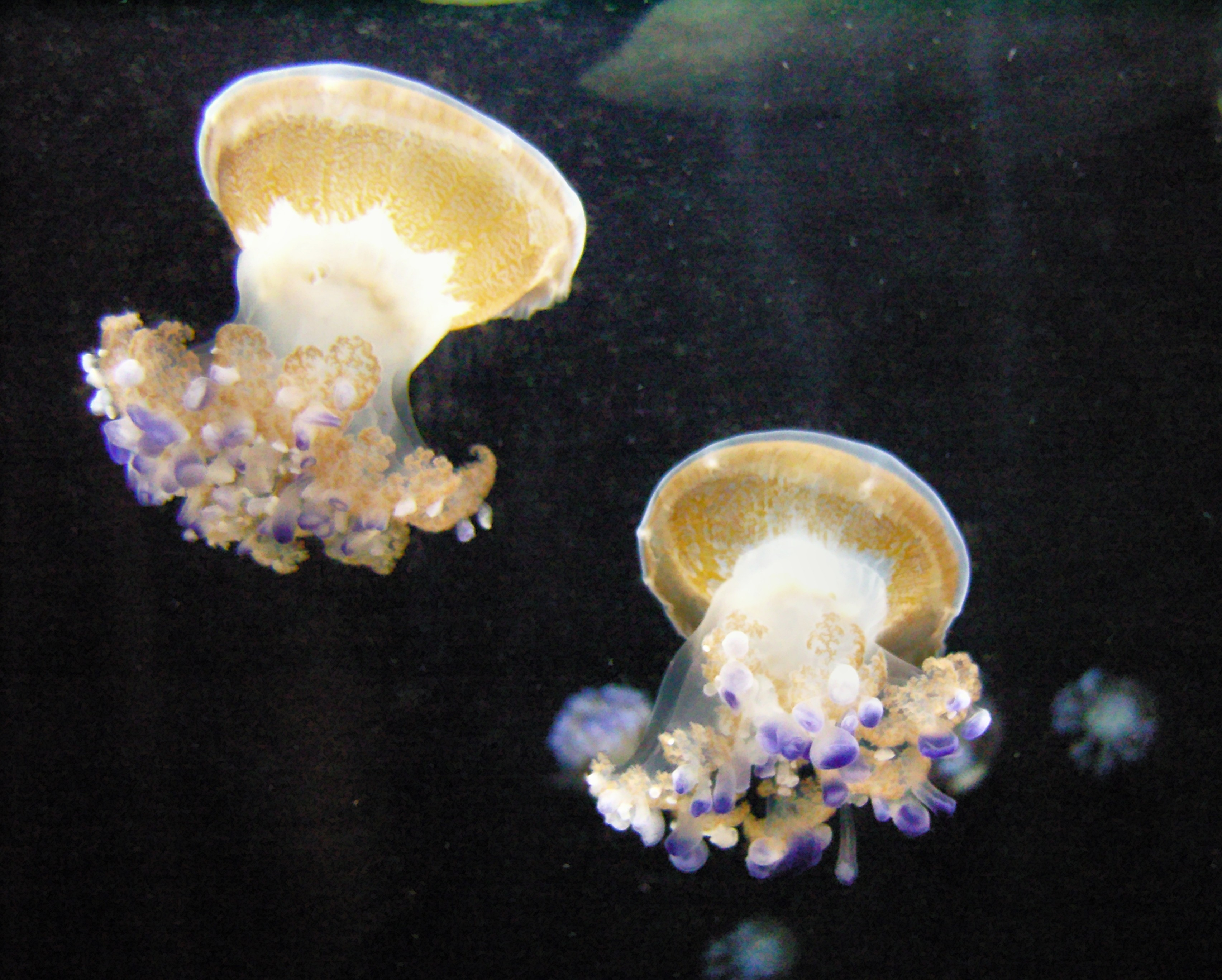
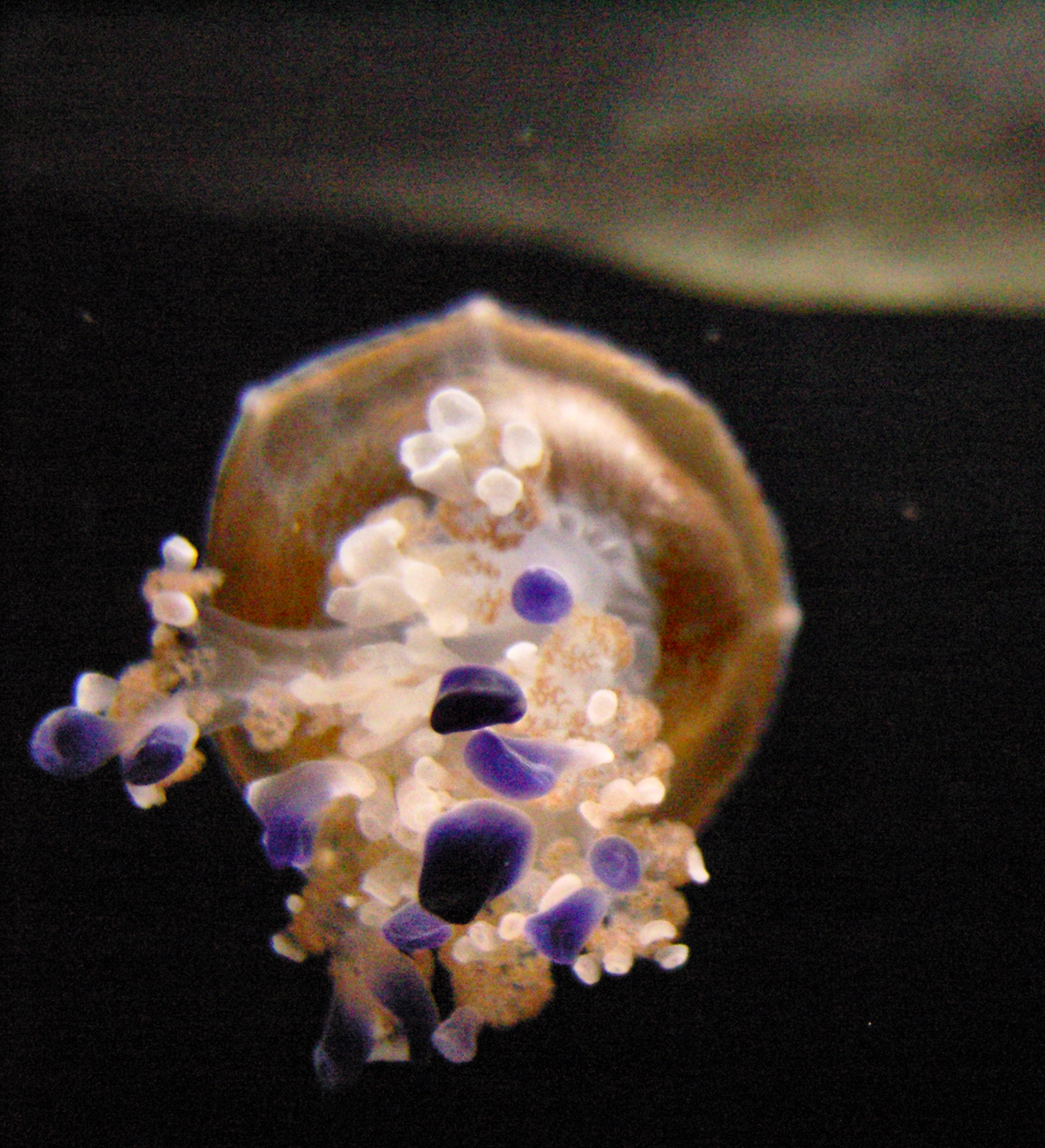
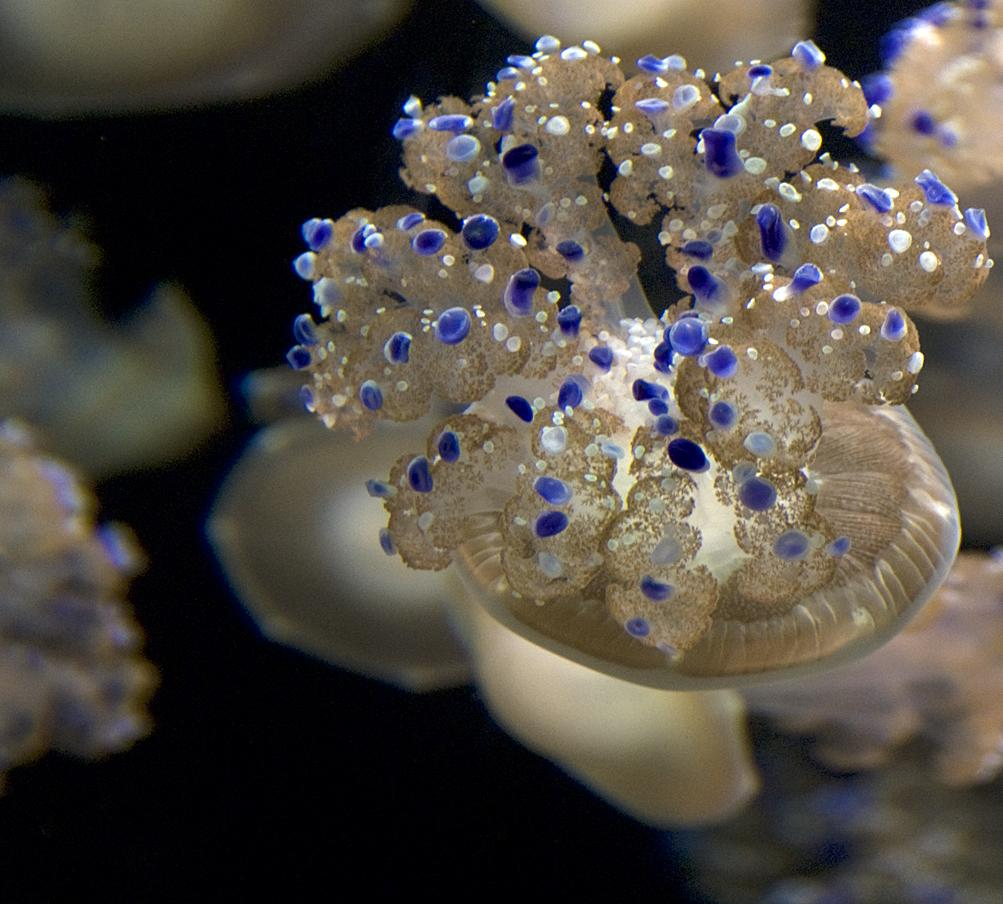
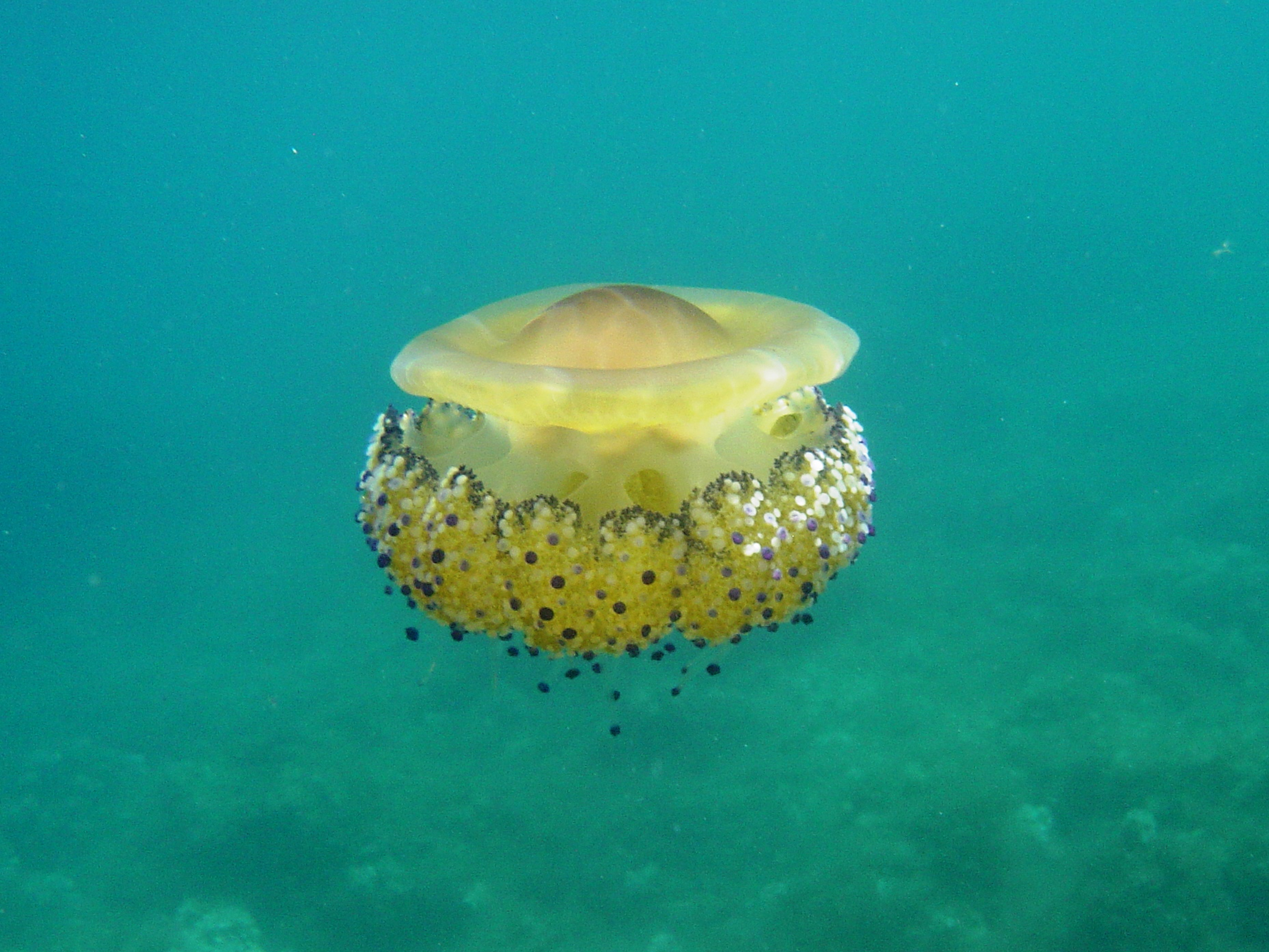
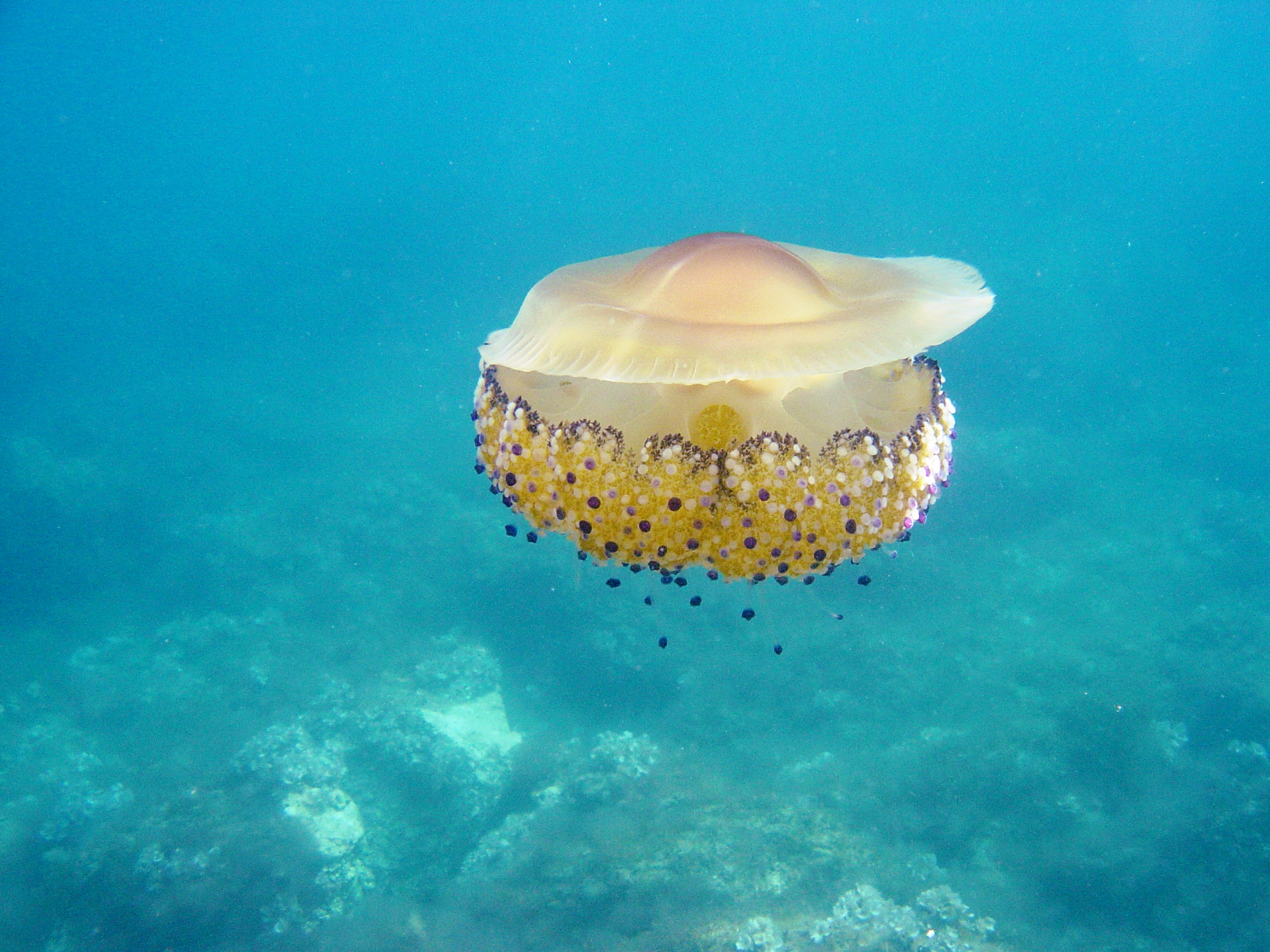
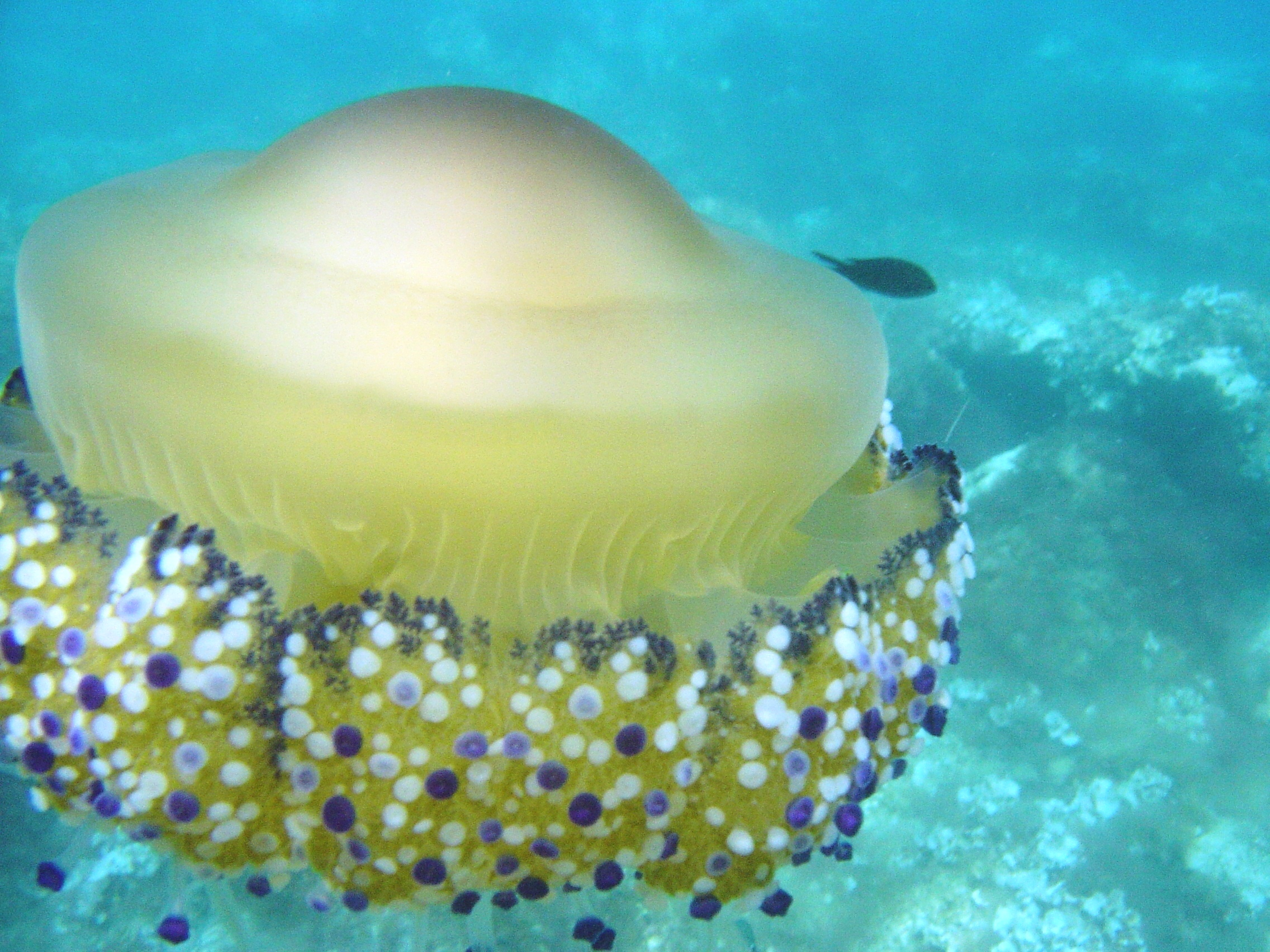
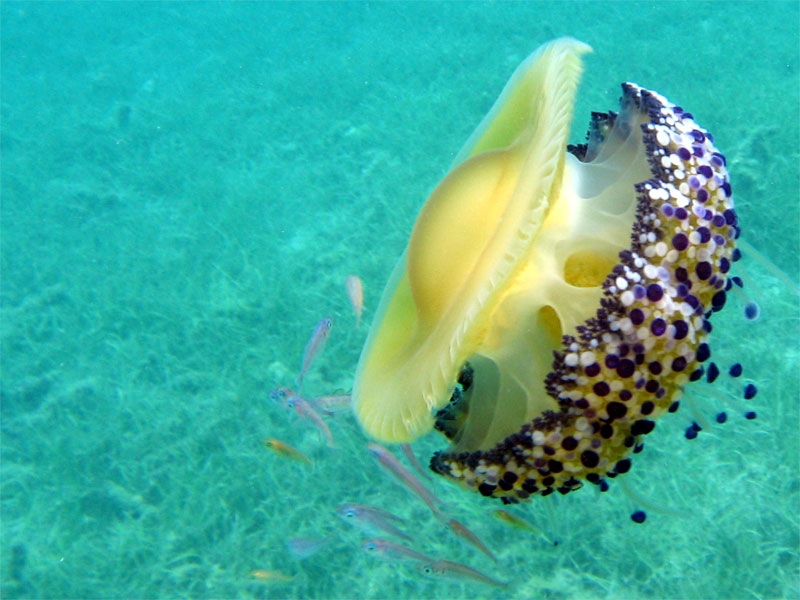

### Autres liens externes
(es) [vidéo] « Cotylorhiza tuberculata », sur YouTube